# 松平信通
松平 信通（まつだいら のぶみち）は、江戸時代前期から中期にかけての大名。大和国興留藩主、のちに藤井松平家嫡流の家督を継ぎ備中国庭瀬藩主、出羽国上山藩初代藩主。官位は従五位下・中務少輔、山城守、大隅守、越中守。藤井松平家嫡流7代。

## 生涯
延宝4年（1676年）9月24日、老中の松平信之（当時は播磨明石藩主、のち大和郡山藩主を経て下総古河藩主）の次男として誕生した。父の死後、本家の家督は長兄・忠之が継いだが、このとき父の所領9万石から1万石を分与されて、大和興留藩主となった。
しかし元禄6年（1693年）に忠之が発狂したとして改易されたため、兄の身柄を預かって、なおかつ幕命により藤井松平本家の家督を相続することとなった。そして2万石加増の3万石で備中庭瀬に加増移封となった。元禄7年（1694年）12月28日、従五位下、中務少輔に叙位・任官される。
元禄10年（1697年）9月15日、出羽上山に移封される。しかし上山城修築、大坂城番、和田倉門番、駿府加番などの諸役で藩財政が困窮したため、家臣の整理を行なっている。宝永4年（1707年）2月23日、山城守に遷任し、正徳4年（1714年）9月に大隅守に遷任する。正徳5年（1715年）4月には越中守に遷任した。
享保7年（1722年）、大坂加番に任じられて大坂に赴いていたが、まもなく病に倒れ、9月22日（異説として9月20日）に死去した。享年47。跡を次男の長恒が継いだ。

## 系譜
父母
- 松平信之（父）
- 小出吉英の五女（母）

正室
- 板倉重常の娘

側室
- 熊谷氏
- 宮崎氏

子女
- 松平長恒（次男） 生母は熊谷氏
- 松平次郎四郎

養女
- 加藤明治正室 - 松平忠栄の娘